# Terasca (foguete)
Terasca, ou Terrier-ASROC-Cajun, foi um Foguete de sondagem de três estágios desenvolvido e lançado pela Marinha dos Estados Unidos. 
Derivado de uma combinação dos foguetes: Terrier, ASROC e Cajun. Foram efetuados
três lançamentos, sendo que apenas um foi bem sucedido.

## Histórico de Lançamentos
| Data       | Foguete | Local de lançamento       | Resultado | Comentário    |
| ---------- | ------- | ------------------------- | --------- | ------------- |
| 01/05/1959 | Terasca | Vandenberg Air Force Base | Falha     | Apogeu 0 km   |
| 26/06/1959 | Terasca | Vandenberg AFB            | Sucesso   | Apogeu 100 km |
| 12/08/1959 | Terasca | Vandenberg AFB            | Falha     | Apogeu 0 km   |